# MOB1B
MOB1B (англ. MOB kinase activator 1B) – білок, який кодується однойменним геном, розташованим у людей на короткому плечі 4-ї хромосоми.  Довжина поліпептидного ланцюга білка становить 216 амінокислот, а молекулярна маса — 25 091.
| 10         |  | 20         |  | 30         |  | 40         |  | 50         |
| ---------- |  | ---------- |  | ---------- |  | ---------- |  | ---------- |
| MSFLFGSRSS |  | KTFKPKKNIP |  | EGSHQYELLK |  | HAEATLGSGN |  | LRMAVMLPEG |
| EDLNEWVAVN |  | TVDFFNQINM |  | LYGTITDFCT |  | EESCPVMSAG |  | PKYEYHWADG |
| TNIKKPIKCS |  | APKYIDYLMT |  | WVQDQLDDET |  | LFPSKIGVPF |  | PKNFMSVAKT |
| ILKRLFRVYA |  | HIYHQHFDPV |  | IQLQEEAHLN |  | TSFKHFIFFV |  | QEFNLIDRRE |
| LAPLQELIEK |  | LTSKDR     |  |            |  |            |  |            |

A: Аланін

C: Цистеїн

D: Аспарагінова кислота

E: Глутамінова кислота

F: Фенілаланін

G: Гліцин

H: Гістидин

I: Ізолейцин

K: Лізин

L: Лейцин

M: Метіонін

N: Аспарагін

P: Пролін

Q: Глутамін

R: Аргінін

S: Серин

T: Треонін

V: Валін

W: Триптофан

Кодований геном білок за функцією належить до фосфопротеїнів. 
Задіяний у таких біологічних процесах як ацетиляція, альтернативний сплайсинг. 
Білок має сайт для зв'язування з іонами металів, іоном цинку. 
Локалізований у цитоплазмі, ядрі.